# Yaguarê Yamã
Yaguarê Yamã, também conhecido por Ozias Gloria de Oliveira, Ozias Yaguarê Yamã Gloria de Oliveira Apurinãguá ou simplesmente Yaguarê, é um professor, escritor, ilustrador e compositor amazonense, de etnia maraguá (por parte de mãe) e sateré-mawé (por parte de pai). Autor de mais de 40 obras, seu livro Sehaypóri: o Livro Sagrado do Povo Sateré-Mawé, foi escolhido em 2008 para integrar o catálogo White Ravens, da Internationale Jugendbibliothek (Munique, Alemanha), maior acervo de literatura infanto-juvenil do mundo.

## Sobre o antropônimo
O antropônimo nativo Yaguarê Yamã é um empréstimo linguístico de origem nheengatu presente na lingua maraguá, um antigo idioma nativo amazonense falado historicamente pelo povo maraguá num território que hoje corresponde ao estado do Amazonas. No que diz respeito ao seu significado, ele provém de "Yaguarê" (onça pequena, jaguatirica, felino de pequeno porte) e "Yamã" (clã, fétido), ou seja, pode ser traduzido em português como "clã das onças pequenas" ou "clã das jaguatiricas".

## Biografia
Yaguarê Yamã nasceu com o nome civil, Ozias Glória de Oliveira, e nome de RANI (documento indígena espedido pela FUNAI), Yaguarê Yamã. Mais tarde, depois que passou a vigorar o direito indígena ao seu nome étnico, em 2005. Foi o primeiro indígena no Brasil a retificar o nome, agregando o nome de RANI ao nome civil, tornando-se Ozias Yaguarê Yamã Glória de Oliveira. O nome Aripunãguá que é o nome de clã de sua família, passou a ser seu último sobrenome.
Nasceu em 1973, em Manaus, capital do estado do Amazonas. Aos dois anos os pais o levaram para morar na aldeia, as margens do paranã Urariá, no município de Nova Olinda do Norte.
Pertencente as etnias maraguá por parte de mãe e sateré-mawé, por parte de pai.
Yaguarê Yamã é filho de Maria da Glória Oliveira e de Genésio Freitas de Oliveira, líder, contador de histórias e marítimo fluvial, tendo sua vida toda viajando em barcos regionais pela Amazônia, e isso, segundo Yaguarê, teve grande influência em seu costume de viajar e morar em lugares diferentes além de tê-lo feito escolher o estudo de geografia, que se formou. 
Aos dez anos de idade saiu com os pais da aldeia para morar na cidade de Parintins, no Baixo Amazonas. Viajou de Parintins para Manaus, após a morte do pai, quando procurou trabalho informal na capital e encontrou por um ano, passando pano e limpando os salões do Teatro Chaminé, presidido naquele tempo pelo poeta Dori Carvalho, que posteriormente se tornou seu amigo pessoal relembrando as dificuldades enquanto tentava trabalhar e apoio para publicar seus livros de poesias, quando ainda não era conhecido.
Ao perder o trabalho, um ano depois, viu-se sem opção de vida, quando ganhou a oportunidade de estudar em São Paulo, através de parentes e amigos. Assim, abraçou a oportunidade e se viu em São Paulo em 1999, conhecendo novas culturas e pessoas entre as quais, Daniel Munduruku, Rene Kinthaulu e Siridiwe Xavante, três líderes indígenas que também tentavam um lugar ao sol na maior cidade do país. 
Fez vestibular e ingressou na Universidade de Santo Amaro – UNISA com ajuda da irmã Queila Glória, estudante do internato IAE (Hoje, UNASP) vinda a São Paulo, anos antes. Enquanto isso, com Daniel Munduruku, passou a dar palestras de temática indígena e ambiental em escolas e institutos da região. No mesmo ano, foi lhe dado o convite de publicar seu primeiro livro através da editora Peiropolis. Convite aceito, no fim de 1999 escreveu sua primeira obra impressa Puratig o remo sagrado, para o publico infantil. Desde então, como diz o autor, “eu que tinha dezenas de poemas escritos e prontos para publicar me vi esquecendo a poesia para mergulhar nos contos”.
Desde então Yaguarê Yamã passou a escrever para varias editoras, e tornou-se um dos principais nomes da literatura indígena e literatura de contos fantásticos brasileiros com mais de 40 obras publicadas, entre as quais, literatura infantil, contos de terror, literatura indígena, dicionários de línguas indígenas, livros bilingues, ensaios, romance e literatura fantástica, muitas dessas obras com vasto reconhecimento literário em prêmios e selos nacionais e internacionais. 
Formou-se em geografia em 2002 e passou a lecionar em escolas púbicas na periferia da cidade de São Paulo pela educação estadual. Em 2004 fez concurso publico para a SEDUC do Amazonas onde desistiu de seus sonhos de cidade grande e resolveu retornar ao interior da Amazônia, dessa vez com outros sonhos, dentre os quais, a de reorganizar politicamente seu povo e lutar pela demarcação de suas terras tradicionais. 
Seu primeiro casamento aconteceu ainda em São Paulo, local de nascimento de Kawrê Yrãg, seu primeiro filho. Já com a família paulista no Amazonas, procurou se firmar na educação, no município de Boa Vista do Ramos e posteriormente, na cidade de Nova Olinda do Norte, onde nasceu seu segundo filho, Kenatiê. No fim de casamento, a esposa retornou a São Paulo com os filhos enquanto Yaguarê casou novamente, dessa vez, com a indígena, sua prima e também escritora Lia Minápoty com quem tem mais quatro filhos: Ana Luiza, Yaguarê, Tainãly, Kalyzi e Wyla. Fora esses, há também a filha Maynara, filha de uma outra parente, que hoje mora junto com os demais. 
Em 2012 Yaguarê Yamã mudou-se com a família para Parintins, cidade de sua adolescência. Em 2014 foi convidado para integrar a coordenação artística da agremiação folclórica Boi Bumbá Caprichoso e a criar o tema daquele ano: Amazônia Tawapayera. No mesmo ano foi coautor de algumas músicas ritualistas para o festival folclórico de Parintins como Urutópiãg maraguá, Sehaypóri e Mirakãwera. Em 2015 lançou a musica Pentagrama de Tãdaká com o amigo Adriano Aguiar. 
Em 2016 foi chamado para coordenar o setor de educação e a cultura da FEI – Fundação Estadual Indígena, órgão do governo do Amazonas. 
De volta a Nova Olinda do Norte, continuou dando aulas de geografia e sociologia para o ensino médio, mas também expandido seu projeto de palestras em prol da consciência indígena por vários municípios, nesse mesmo projeto que teve o nome “De volta as origens”, ajudou com que municípios como Boa Vista do Ramos e Nova Olinda do Norte, saísse dos últimos lugares em população indígena no estado, para os primeiros lugares. Através de suas palestras, oficinas e apoio técnico, muitas pessoas se reconheceram como indígenas, procuraram sua origem étnica e passaram a ser contemplado pela FUNAI, isso fez com que em muitos lugares do Baixo Amazonas, por onde atuou, a população indígena crescesse rapidamente. 
Desde então. De comunidade em comunidade, cidade em cidade, aldeia em aldeia, Yaguarê vem desenvolvendo o trabalho do projeto “De volta as origens”, bem assim como também continua lecionando em escola pública, trazendo sua experiencia para a sala de aula, ensinando línguas indígenas nheengatu, maraguá e sateré para seus alunos bem assim como suas matérias que são sua paixão: geografia e sociologia. 
Ainda assim, como ativista, Yaguarê mantem o trabalho de orador, com palestras por todo o Brasil, atuando em prol do ativismo indígenas e do que chama de brasilidade, a cultura nativa dos brasileiros.

## Carreira
Como escritor
Iniciou sua carreira em 1999, ao lado de grandes lideres indígenas como Daniel Munduruku, Siridwe Xavante e Rene Kitawlu.
Seu primeiro livro se chama Puratig o remo sagrado, da editora Peiropolis, onde tem outros demais livros de sucesso.
Em 2000 junto com os demais escritores indígenas criou o NEARIN – núcleo de escritores indígenas, com sede no rio de janeiro. 
Em 2001 escreveu seu primeiro livro espiritualista chamado Urutopiag a religião dos pajés e dos espíritos da selva.
Em 2002 escreveu o premiado livro Sehaypori, o livro sagrado do povo Sateré-mawé.
Duante anos vem escrevendo mitos e contos que ele chama de Literatura indígena de Assombração, muitos dos quais, tem boa aceitação no mercado e nas escolas.
Em 2020 lançou seu primeiro dicionário, em coautoria com demais professores da língua nheengatu.
Em 2021 lançou o seu segundo dicionário, dessa vez de língua sateré, na coautoria com o capitão geral do povo sateré-mawé, Aldamir Sateré. 
Em 2022 lançou seu terceiro dicionário, o Dicionário da Língua maraguá, uma língua em risco de extinção, e que através dele, a língua pode ser ensinada em sala de aula nas aldeias maraguás.
Em 2024 lançou seu último dicionário, o dicionário do linguajar amazônico, o caboquês, por considerar a linguajar amazônico, ser uma língua legitima. 
Em 2024 lançou seu primeiro livro de poemas, Poemas Indígenas, uma categoria pela qual sempre teve paixão, mas por vários motivos, se distanciou. 
Até 2024 havia publicado 45 livros. Sempre palestrando por todo o Brasil, sempre que convidado em Feiras Bienais de Livros. Nesse contexto já palestrou e participou em dezenas de evento como: Feira de Livros infantis e Juvenis, no Rio de Janeiro, FLIP – de Parati, Bienal de São Paulo, Bienal de Belo Horizonte, Feira do Livro de Salvador; Feira do Livro de Porto Alegre, Feira do Livro de Morro Reuter, Feira do livro Indígena de Cuiabá, Feira do Livro de Garanhuns – PE, Flifloresta de Manaus, Feira Panamericana de Livros, em Belém-PA, Feira do Livro de Alfenas-MG, Feira do Livro em Baependi – MG, Feira do Livro de Santa Cruz de La Sierra - Bolívia e demais eventos em Santarém-PA, Curitiba-PR, São Carlos-SP, São José do Rio Preto- SP, Parintins-AM, São Roque -SP, Santos-SP. 
Como ilustrador
Sendo autodidata. Aprendeu a desenhar usando espinhas de peixe, no chão do terreiro da aldeia, em Novo Horizonte Yãbetue’y, as margens do paranã Urariá, junto com seu irmão, também ilustrador, Uziel Guaynê. Já em Manaus, teve a oportunidade de estudar em Liceu, ganhando uma bousa no Liceu Moacyr.... mas não se acostumou por julgar ter um conhecimento mais aprofundado nos desenhos.
Em São Paulo, iniciou as pinturas em telas, incentivado pela irmã artista plástica Queila Glória, que havia a algum tempo migrado para a cidade. Foi nos livros do escritor Daniel Munduruku que passou a ser ilustrador. Depois vieram outros trabalhos nos seus próprios livros e também nos de outros escritores. 
Em 2007, já de volta a aldeia, no Amazonas, foi convidado pela renomada escultora Maria Bonomi a viajar para São Paulo e trabalhar em duas placas de bronze. Com ela, apresentou duas obras, no Memorial da América Latina, junto com o projeto Etnias, Brasil, sempre. Especializou-se em grafismos indígenas, viajando por aldeias de vários povos. Implementando com isso, aulas online sobre o assunto através de instituições parceiras em São Paulo.
Como professor
Lecionou suas primeiras aulas ainda em São Paulo, onde se formou em Geografia pela Universidade de Santo Amaro – UNISA, em escolas publicas da delegacia de ensino da capital. 
Foram dois anos dando aula na região de Capão Redondo, sul de São Paulo até que resolveu prestar concurso pela SEDUC-Amazonas, para onde retornou, mas continuou a lecionar geografia, dessa vez para o Ensino Médio. Desde então, já são mais de 18 anos em sala de aula, lecionando sociologia, história e ensino das artes, mas principalmente geografia, a ciência que veio a ser sua paixão e pela qual tem atuado também, dando palestras em instituições e escrevendo livros, unido temáticas indígenas com a geografia regional. Por ser escritor, mas também ativista indígena, precisou pedir remoção algumas vezes. Os municípios nos quais lecionou em ordem cronológica: São Paulo (SP), Boa Vista do Ramos (Am), Nova Olinda do Norte (Am), Parintins (Am), novamente em Nova Olinda do Norte, e aldeia Terra Preta (Am), na escola indígena Nawã Namiwã, sua última estada, onde leciona língua materna (nheengatu, maraguá e sateré) para os alunos da região. 
Escolas
- E.E. Beatriz Quadros Lemes – SP
- E.E Gilberto Mestrinho – Boa Vista do Ramos – Am.
- E.E. José Paula de Sá – Nova Olinda do Norte – Am.
- E.E. Senador Álvaro Maia – Parintins-Am.
- E.E. CETI Nova Olinda do Norte – Am.
- E.M.I. Nawá Namiwã – Território Indígena Maraguapajy – Am.

## Obras selecionadas
Livros de contos, infantis-e-juvenis e crônicas
- Puratig o remo sagrado

- Contos de Floresta (prêmios Altamente Recomendável, seleção PNLD)
- Outros Contos da Floresta
- Nossos mitos
- O caçador de histórias (prêmio Altamente Recomendável)
- Murugawa, mitos, contos e fabulas do povo maraguá
- Kurumi Guaré no coração da Amazônia
- Pequenas Guerreiras
- Anavilhanas – Mitos indígena da Amazônia (coautoria com Ikanê Adean)
- Bajeãnas – Mitos indígenas da região Sul (coatuoria com Ikanê Adean)
- Croânas – Mitos indígena do Nordeste (coatoria com Ikanê Adean)
- Mairaporãgas – Mitos indígenas do Sudeste (coatoria com Ikanê Andean)
- Mitos Indígenas do Centro-Oeste (coatoria com Ikanê Andean)
- Meu Pai Ag’wã – lembranças da casa de conselho
- O povo das histórias de assombração
- O totém do rio Kãwera e outros contos
- A árvore de carne e outros contos (coautoria com Lia Minápoty)
- Um curumim, uma canoa
- Os olhos do jaguar
- Crônicas da cosmovisão indígena
- Doze brincadeiras indígenas e africanas (coautoria com Rogerio Andrade Barbosa)
- Hary e Karimã – os bons velhinhos da floresta
- Sabedoria da aldeia
- Wirapurus e Muirakitãs – histórias mágicas dos amuletos da Amazônia
- As pegadas do kurupyra
- Mapinguary o dono dos ossos
- A todos indígenas e aliados
- Kawrê Guiry’bo
- A lenda de Yubugwata
- Formigueiro de Mirakãwera
- Japii e Jakami, uma história de amizade
- Yaguarãboia
- Os Visajentos
- Os Enjrerados
- Os Encantados
- Minha escola na aldeia
- Minha Maloca
- Boca da mata
- Contos do rio Guarynamã
- Lendas de Tupinambarana
- Contação de histórias na aldeia

Dicionários
- Dicionário e estudado da Língua Nheengatu Tradicional (coautoria com Elias Yaguakã, Egidia Reis e Mario José)
- Dicionário da Língua Sateré (coautoria com Aldamir Sateré)
- Dicionário da Língua Maraguá
- Dicionário do Linguajar Amazônico (Linguajá Cabucesh)

Livros bilingues
- Guayarê – O menino da aldeia do rio (português-maraguá)
- Cocarzinho amarelo – Akãnitá yuwa (português-nheengatu)
- A origem do Beija-flor (português-maraguá)
- Falando Tupi (português-tupi)

Principais pesquisas
- Urutópiãg, a religião dos pajés e dos espíritos da selva (religiosidade amazônica)
- Urutópiãg, a religiosidade amazônica (religiosidade amazônica)
- Maraguápeyára (cultura e sociedade indígena) – (coautoria com Uziel Guaynê, Elias Yaguakãg e Rony Wasiry Guará)
- Histórias de muitos mundos (cultura e religiosidade indígena)
- Sehaypori, o livro sagrado do povo Sateré-Mawé. (mitologia indígena) – (prêmios Waith Ravens, Feira de Bolonha, Altamente Recomendável e seleção PNLD)
- Geografia indígena do Amazonas (geografia e sociedade indígena)

Livros de poemas
- Poemas Indígenas – Makurikanã
- Benquechora, poemas da vida e das horas sombrias

Músicas
- Formigueiro de Mirakãwera, 2014 (em coautoria com Adriano Aguiar e Geovane Bastos)

- Sehaypóri, 2014 (em coautoria com Geovane Bastos)

coautoria com Gerlean Brasil) 
- Pentagrama de Tandaká, 2015 (em coautoria com Adriano Aguiar)